# Prawo Little’a

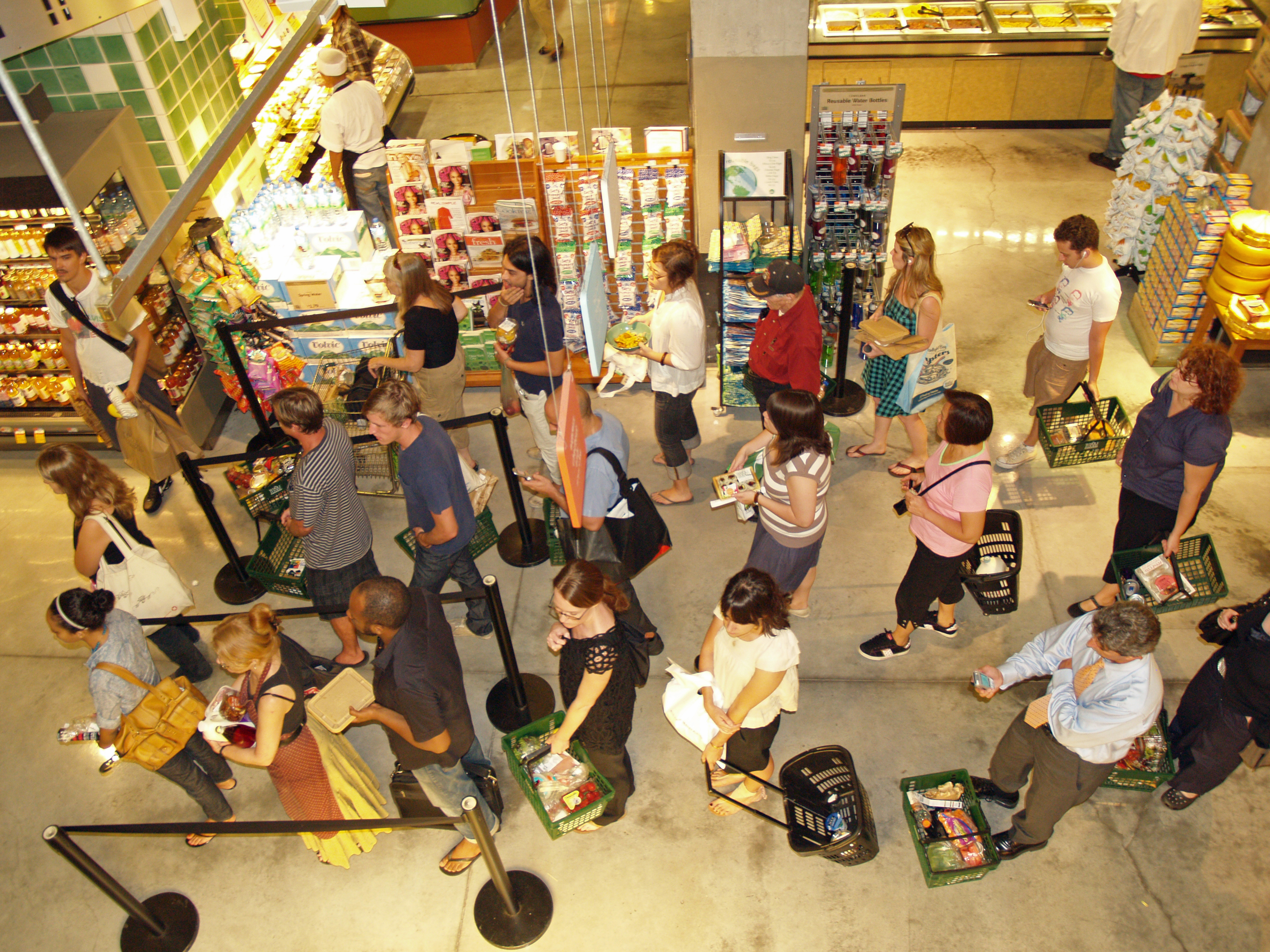
Kolejka w sklepie w Nowym Jorku

Prawo Little’a – twierdzenie mówiące o tym, że średnia liczba rzeczy/klientów w systemie jest równa iloczynowi średniego czasu przebywania w systemie oraz średniego tempa ich przybywania.
Prawo to jest elementem teorii kolejek – dziedziny matematyki będącej częścią badań operacyjnych.

## Historia
Prawo Little’a zostało po raz pierwszy sformułowane w 1954 przez Alana Cobhama, jednak nie zostało przez niego udowodnione. W 1958 roku Philip Morse przedstawił je w postaci algebraicznej. W 1961 profesor Massachusetts Institute of Technology John Little przedstawił dowód na to, że prawo to obowiązuje w każdym systemie kolejkowym, jeśli obserwuje się go odpowiednio długo.

## Opis
Prawo Little’a jest wyrażone wzorem:
L = λW
gdzie:
L  =  średnia liczba rzeczy/klientów w systemie/kolejce;
λ  =  średnie tempo przybywania (intensywność napływu zgłoszeń);
W  =  średni czas przebywania w systemie
Przykład: jeżeli oddział banku odwiedza średnio 10 klientów na godzinę (λ) i klient przebywa w nim średnio 1 godzinę (W), to średnia liczba klientów znajdujących się w oddziale (L) wynosi 10.

## Zastosowanie
Prawo Little’a, po przekształceniu jego postaci algebraicznej, może zostać wykorzystane do estymowania średniego czasu przebywania w systemie. Znajduje to zastosowanie m.in. w:
- obliczaniu czasu oczekiwania w kolejce w sklepie w zależności od długości kolejki i liczby znajdujących się w niej osób[5],
- obliczaniu średniego czasu spędzanego przez pacjenta w szpitalu[6],
- w tworzeniu i analizie rozwiązań just-in-time oraz ograniczaniu pracy w toku (ang. work in progress) w koncepcji lean management[7][8]
- analizie wielkości zapasów wyrobów gotowych[9],
- w analizie procesów usługowych[10].

### Prawo Little’a w tworzeniu oprogramowania
Prawo Little’a jest wykorzystywane przy tworzeniu oprogramowania m.in. w celu obliczenia pracy w toku, czyli liczby zadań, nad którymi pracuje zespół. Jest ona odpowiednikiem średniej liczby rzeczy/klientów w systemie. Z kolei czas cyklu (ang. cycle time), czyli średni czas potrzebny do zakończenia jednego zadania, jest odpowiednikiem średniego czasu przebywania w systemie. Przepustowość systemu (ang. throughput) określa, ile zadań zespół wykonuje w jednostce czasu:
Praca w toku =  czas cyklu × przepustowość systemu
Przy zastosowaniu w tworzeniu oprogramowania metody kanban prawo Little’a jest używane do analizy limitów pracy w toku.